# Edi Çajku
Endri „Edi“ Çajku (* 25. Februar 1982 in Korça) ist ein albanischer ehemaliger Fußballspieler.

## Karriere
Çajku begann seine Karriere in der Jugendverein von KF Skënderbeu Korça, wo er bis zum Jahr 2000 spielte. Im selben Jahr unterzeichnete er seinen Profivertrag mit KF Skënderbeu Korça und spielte dort bis 2010. 2008 wurde er kurzzeitig an FK Partizani Tirana ausgeliehen, kam dort jedoch zu keinem Ligaeinsatz. Anschließend wechselte er 2010 zu KS Pogradeci. Dieser Verein spielte in der Saison 2011/12 für ein Jahr erstklassig. Nach 20 Spielen und dem nicht gelungenen Ligaerhalt beendete Çajku seine Karriere.